# Steingrubenkees
Das Steingrubenkees, auch Steingruben Kees, war ein Gletscher im Maurerkamm der Venedigergruppe in der Gemeinde Prägraten am Großvenediger im Bezirk Lienz (Osttirol).

## Lage und Geschichte
Das Steingrubenkees, ein Kargletscher, befand sich an der Südseite des Maurerkamms zwischen dem Steingrubenkopf im Westen, dem Malhamhorn im Norden und dem Quirl im Osten. Es wurde um 1870 vom Südostgrat des Steingrubenkopf bzw. dem Südwestgrat des Quirl begrenzt und reichte bis in eine Höhe von etwa 2850 Metern hinab. Im Bereich des Malhamhorns erstreckte sich der Gletscher bis an dessen Südost- bzw. Südwestgrat hinauf und hatte eine Verbindung zum Gubachkees. Das Steingrubenkees entwässerte sich über den Reggenbach, ist jedoch heute verschwunden. Bereits in der US-Army-Karte von 1952 ist es nicht mehr verzeichnet.